# لووستاتین
لواستاتین (به انگلیسی: Lovastatin)
رده درمانی: کاهنده چربی خون .
اشکال دارویی: قرص

## تداخل دارویی
مصرف همزمان سیکلوسپورین، جم فیبروزیل و نیاسین با لواستاتین خطر بروز نارسایی کلیوی حاد و رابدومیولیز را ممکن است افزایش دهد.

## اوج غلظت
زمان لازم برای رسیدن به اوج غلظت ۴-۲ ساعت می‌باشد.

## هشدارها
- در صورت انجام پیوند اندام همراه با مصرف داروهای کاهنده ایمنی و در صورت وجود کاهش فشار خون، عفونت حاد و شدید، اختلالات شدید الکترولیت یا غدد اندوکرین، حملات تشنجی غیرقابل کنترل تروما یا جراحی مهم، مصرف دارو باید با احتیاط فراوان صورت گیرد.
- در طول مدت مصرف و تا یک ماه بعد از قطع مصرف این دارو، بیماران زن نباید باردار شوند.
- در صورتی که غلظت خونی کرآتین کیناز (OK) شدیداً افزایش پیدا کند یا در صورت بروز میوزیت در بیمار، مصرف دارو باید قطع شود.
- اندازه‌گیری غلظت کلسترول سرم (۴ هفته پس از شروع درمان و در فواصل منظم در طول درمان)، کرآتین کیناز سرم (در فواصل منظم) و انجام آزمون عملکرد کبد (قبل از شروع درمان، هر ۶ هفته در طول درمان ۳ ماه اول درمان و هر ۸ هفته در طول سال اول درمان و سپس هر ۶ ماه) ضروری است.
- بیمار باید آگاه باشد که در طول مدت مصرف این دارو، بروز هر گونه درد عضلانی را به پزشک خود اطلاع دهد.
- مصرف این دارو همراه با غذا (معمولاً شام) اثربخشی بیشتری دارد.
- در صورت مشکوک بودن به بارداری، حتماً با پزشک باید اطلاع داده شود.
- قبل از قطع مصرف دارو، باید با پزشک مشورت شود.
- در صورت نیاز به هر گونه عمل جراحی یا درمان اضطراری باید احتیاط شود.
- در صورت فراموش شد یک نوبت مصرف دارو، به محض به یاد آوردن آن نوبت باید مصرف شود، مگر این که تقریباً زمان مصرف نوبت بعدی فرا رسیده باشد. در این صورت مقدار مصرف بعدی نباید دو برابر شود

## مقادیر مصرف
بزرگسالان: ابتدا mg/day۲۰ همراه با شام مصرف می‌شود و سپس مقدار مصرف هر چهار هفته بر اساس نیاز و تحمل بیمار تنظیم می‌گردد. به عنوان نگهدارنده، mg/day۸۰-۲۰ به صورت مقدار واحد یا در مقادیر منقسم همراه با غذا مصرف می‌شود. در مورد بیمارانی که همزمان از داروهای کاهنده ایمنی، استفاده می‌کنند، توصیه می‌شود مصرف دارو با mg/day۱۰ شروع شده و از mg/day۲۰ تجاوز نکند.

## عوارض جانبی
لووستاتین میتواند عوارض عمومی استاتین ها را داشته باشد که شامل سرگیجه ، سردرد ، احساس کسالت و خستگی و مشکلات گوارشی از جمله سوءهاضمه و بی اشتهایی، یبوست و در برخی موارد اسهال ، نفخ و دل پیچه میباشد. این دارو میتواند عوارض جانبی زیر را نیز به همراه داشته باشد که چندان شایع نیست:
- التهاب کبد و پانکراس
- ریزش مو
- آکنه و جوش های پوستی
- از دست دادن یا کاهش میل جنسی
- اختلال در حافظه و یادگیری